# 2376 Martynov
2376 Martynov è un asteroide della fascia principale del diametro medio di circa 38 km. Scoperto nel 1977, presenta un'orbita caratterizzata da un semiasse maggiore pari a 3,2001267 au e da un'eccentricità di 0,1187330, inclinata di 3,83876° rispetto all'eclittica.
L'asteroide è dedicato all'astrofisico russo Dmitrij Jakovlevič Martynov.